# Station Villers-Bretonneux
Station Villers-Bretonneux is een spoorwegstation in de Franse gemeente Villers-Bretonneux.